# Джигит, Илья Семёнович
Илья́ Семёнович Джиги́т (13 августа 1902, Москва — 23 января 1964, Москва) — советский инженер, специалист в области радиоэлектроники, кандидат технических наук, профессор. Один из пионеров и наиболее заслуженных работников в области звукового кино, телевидения, радиолокации и радионавигации.

## Жизненный путь
Илья Семёнович Джигит родился в Москве в семье крымских караимов. Его отец Семён (Сима) Ильич Джигит (1872, Евпатория — 1942, Москва) всю жизнь проработал бухгалтером на табачной фабрике Габая. Мать Эмилия Борисовна Джигит (1872, Москва — 1949, Москва) была домохозяйкой. У Ильи Семеновича были две сестры — Анна и Тамара.
И. С. Джигит окончил среднюю школу в 1919 г. После нескольких месяцев работы, в 1920 г. вступил добровольцем в Рабоче-крестьянскую Красную Армию и был направлен в Военную Аэросъёмочно-фотограмметрическую школу Красного Военно-воздушного флота. По её окончании со званием военного аэросъемщика был направлен в дивизион аэровоздухоспециалистов Красной армии. В 1921 г. был демобилизован и поступил на физико-математический факультет 1-го Московского государственного университета, который окончил в 1926 г. Был оставлен в аспирантуре, которую закончил в 1929 г.
Начиная с 1924 г., работал в лаборатории Научно-исследовательского института физики и кристаллографии при 1-м МГУ, где занимался разработкой своего совместного с П. Г. Тагером и А. А. Шишовым изобретения в области звукового кино. В 1928 г. ими были продемонстрированы первые в Советском Союзе звукозаписи на киноплёнке. И. С. Джигит провел ряд крупных исследований по модуляции света, записи и воспроизведению звука на киноплёнке. Перейдя на работу во Всесоюзный электротехнический институт, И. С. Джигит вместе с П. Г. Тагером и А. А. Шишовым разработали систему звукового кино и создали несколько образцов звукозаписывающей и звуковоспроизводящей аппаратуры. При помощи этой аппаратуры были записаны первые советские полнометражные звуковые фильмы: «Путёвка в жизнь», «Механический предатель» и др. Этой аппаратурой были оснащены все киностудии и крупнейшие в то время кинотеатры: «Колосс» в Москве, «Гигант» в Ленинграде и ряд других. Разработанная аппаратура была запущена в серийное производство на ленинградских заводах.
И. С. Джигит был одним из пионеров и основоположников советского телевидения. Совместно с В. Н. Архангельским им был спроектирован и установлен первый передатчик механического телевидения, регулярно эксплуатировавшийся в цехе телевидения Наркомата связи в 1934—1941 гг. И. С. Джигитом была спроектирована первая большая экранная установка с площадью экрана в 1 м² (на 3000 элементов). В 1935 г. она была размещена на выставке по изобретательству в Политехническом музее в Москве. И. С. Джигит руководил изготовлением телевизионного передающего оборудования на 441 строку, на котором работал Ленинградский телецентр в первые послевоенные годы. Он провел ряд других важных работ в области телевидения.
Кандидат
технических наук (1935), профессор (1937).
В 1935 г. И. С. Джигит был переведен в Государственный институт телемеханики и связи (позднее НИИ 10) Наркомата оборонной промышленности на должность начальника лаборатории, где занимался электронным телевидением. И в дальнейшем его работа протекала в ряде институтов оборонного значения в области военной радиотехники. Кроме того, он продолжал заниматься телевидением: руководил группой по проектированию телевизионного передающего оборудования для Дворца Советов.
В 1943 г. постановлением Секретариата ЦК ВКП(б) И. С. Джигит был переведен в Совет по радиолокации при Государственном комитете обороны (позднее Специальный Комитет № 3 при Совете Министров СССР) для работы в качестве заместителя начальника научного отдела Совета. Работал непосредственно с академиком А. И. Бергом, фактически был его заместителем.
В 1944 г. И. С. Джигит работал по совместительству во Всесоюзном научно-исследовательском институте № 108 (ВНИИ-108), подчинявшемся Народному Комиссариату электропромышленности СССР (НКЭП СССР). Он был начальником Лаборатории № 19 и руководителем темы «Разработка станции орудийной наводки». Эта станция, получившая обозначение СОН-3, обеспечивала более высокую точность зенитной артиллерийской стрельбы.
Согласно постановлению Совета Министров СССР в 1949—1950 гг. И. С. Джигит работал во вновь организованном 5-м Главном Управлении Министерства обороны СССР в должности начальника Научно-технического отдела. 27 августа 1949 г. призван в кадры Вооружённых сил СССР.
В конце 1950 г. переведён на работу в ЦНИИ-108 (ныне — Центральный научно-исследовательский радиотехнический институт им. А. И. Берга), назначен на должность ученого секретаря Научно-технического совета Института. С 1951 г. по совместительству работал заместителем председателя Всесоюзного научного совета по радиофизике и радиотехнике Академии наук СССР.
Несколько раз И. С. Джигит был в служебных командировках за границей. В 1936 г. — в США, где работал в области телевидения в рамках договора о техпомощи с фирмой RCA. В 1938 г. Илья Семёнович был командирован в Англию для приёмки телевизионной станции фирмы Скофони и затем в США, где опять работал на фирме RCA по изучению новых достижений в области телевидения и приемке телевизионного оборудования. В июне 1942 г. он был командирован в Англию в качестве руководителя комиссии для изучения производства радиолокационных станций орудийной наводки. С декабря 1944 г. по ноябрь 1945 г. был командирован в США для работы в Правительственной закупочной комиссии СССР в США, находившейся в г. Вашингтоне. Работа была связана с изучением американских радиолокационных станций и с поставками радиолокационной аппаратуры по ленд-лизу. В 1946 г. был командирован в качестве делегата СССР на конференцию европейских стран в Лондон по радионавигационной аппаратуре для международных линий гражданской авиации. В конце 1946 г. был командирован в качестве руководителя группы делегатов от СССР в Англию, США и Канаду на международную конференцию и демонстрации радионавигационного оборудования для международных линий гражданской авиации. Илья Семёнович свободно владел английским языком, в меньшей степени — французским и немецким.
И. С. Джигит награждён двумя орденами — «Знак Почёта» (1953), «Орден Ленина» (1954) и тремя медалями — «За оборону Москвы» (1945), «За доблестный труд в Великой Отечественной войне» (1946), «В память 800-летия Москвы» (1948).
Илья Семёнович Джигит скончался скоропостижно на 62-м году жизни от инфаркта миокарда, похоронен в Москве. Он был исключительно добрым, отзывчивым, обаятельным и скромным человеком, чрезвычайно доброжелательно относился к окружающим и пользовался уважением и дружеским расположением очень широкого круга советских радиоспециалистов.
Жена Ольга Владимировна Джигит (1908—1988) работала в химической лаборатории Московского авиационного института. Дочь Елена Ильинична Джигит 1933 года рождения — научный редактор периодических научно-технических изданий.

## Научные работы и достижения
Общее число опубликованных И. С. Джигитом работ превышает 50, в том числе более 15 работ в области звукового кино и телевидения. Он — автор ряда изобретений (6 авторских свидетельств).
Профессор И. С. Джигит вел большую общественную работу. Являлся заместителем председателя секции телевидения Всесоюзного научно-технического общества радио и электросвязи им. А. С. Попова, действительным членом Всесоюзного Общества по распространению политических и научных знаний, членом экспертной комиссии Высшей аттестационной комиссии, членом редколлегии Массовой радиобиблиотеки, издаваемой Госэнергоиздатом. Он проводил большую и важную работу в правительственных организациях и возглавлял ряд комиссий по различным вопросам развития радиоэлектроники в СССР. Много внимания Илья Семёнович уделял подготовке научных кадров, руководя аспирантурой в одном из ведущих научно-исследовательских институтов — ЦНИИ-108.